# Kirkby
Kirkby – miasto w Wielkiej Brytanii, w Anglii, w regionie North West England, w hrabstwie Merseyside. W 2001 roku miasto liczyło 40 006 mieszkańców.
Znani ludzie związani z Kirkby:
- Robert Atherton – poeta
- Alan Bleasdale – pisarz
- Margi Clarke – aktorka
- Paul Clarke –  tenor
- John Conteh – bokser
- Stephen Graham – aktor[2]
- Paul Hodkinson – bokser
- Tony Maudsley – aktor
- Sharon Maughan – aktorka
- Tricia Penrose – aktorka
- Andrew Schofield – aktor
- Rickie Lambert – piłkarz
- Leighton Baines – piłkarz